# Самарец, Игорь Викторович
Самарец Игорь Викторович (р. 21 ноября 1964 года, г. Киев, Украина) — заслуженный работник культуры Украины, художник по свету, начальник службы постановочного света в Национальной опере Украины.

## Биография
Родился 21 ноября 1964 в Киеве. С 1989 по 1994 изучал театроведение в Киевском национальном университете театра, кино и телевидения имени И. К. Карпенко-Карого. Работает в Национальной опере Украины с 1994, с 1998 года — начальник отдела постановочного света.
На сегодняшний день является одним из лучших специалистов в Украине в области светового дизайна. С 1994 успел поработать во множестве стран, среди которых: Япония, Франция, Мексика, Голландия, Германия, Италия, Испания, Южная Корея, Греция, Португалия, Дания на гастролях с Национальной оперой Украины и другими коллективами.

## Работа
В качестве светового дизайнера принимал участие в таких постановках, как «Набукко», «Травиата», «Риголетто», «Аида», «Дон Карлос» Г. Верди, «Евгений Онегин», «Пиковая дама», «Иоланта», «Спящая красавица», «Лебединое озеро», «Щелкунчик» П. Чайковского, «Ромео и Джульетта», «Фауст» Ч. Гуно, «Жар-птица», «Поцелуй феи», «Петрушка», «Весна священная» И.Стравинского, «Шехеразада», «Сказка о царе Салтане» Н. Римского-Корсакова, «Мадам Баттерфляй», «Турандот», «Манон Леско» Дж. Пуччини, «Джоконда» А. Понкелли и многие другие.
Среди его последних работ — «La Bayadere» Л.Минкуса, «La dame aux cammelias» и несколько постановок балетной труппы театра — два одноактных балета известного испанского композитора М. де Фаллии «El Sombrero de Tres Picos» и «Ночи в испанских садах».

## Награды и звания
- Звание Заслуженного работника культуры Украины — 2017 г[4] .
- Почетный знак Министерства культуры и туризма Украины «За многолетний плодотворный труд в области культуры» — 2009 г.

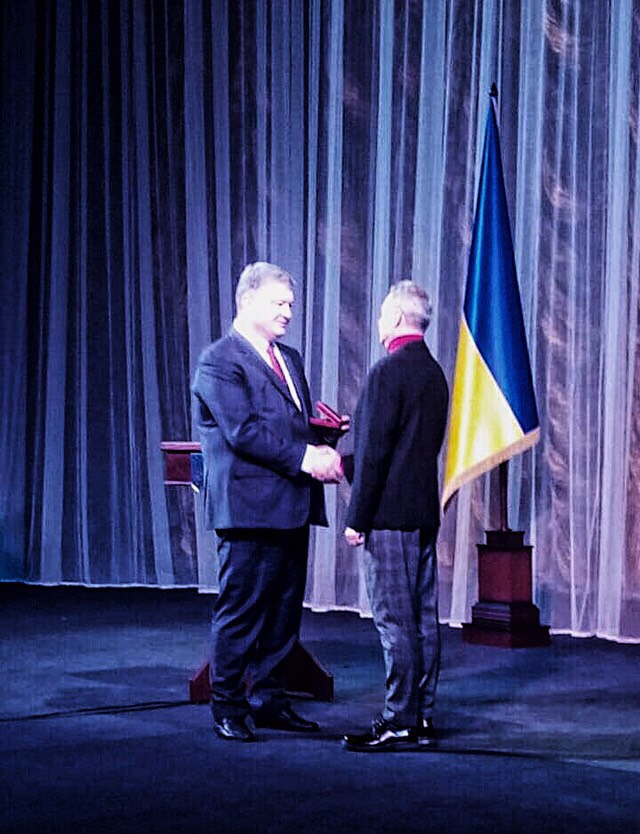
Президент Украины Петр Порошенко награждает Игоря Самарца званием Засллуженного работника культуры Украины, Национальная опера Украины, 8 ноября 2017